# 风信鸡的优点
《风信鸡的优点》（德語：Die Vorzüge der Windhühner）是德国作家君特·格拉斯的一部诗文集，1956年出版。书中包括了40多首诗歌，多是描写野生动物和植物。书中收录一篇散文，并配有一些插画。格拉斯后来接受采访时曾说：“诗、文、画在我的作品里是非常民主的一同并列的”“我觉得诗文分家没有什么道理，尤其是德国文学传统一向让两种文类精彩的结合”。该书是他的处女作，当时出版并未引起很大反响。
书中的诗歌主要是现实主义的，也含有一些现代主义因素。《风信鸡的优点》描写了德国家庭中常见的风信鸡，它可作装饰，也可识别风向、风力。作者形容它们“几乎不占空间”、“下的蛋是如此之轻”，最后叙述自己数着风信鸡的数目，它们不断增加。《洪水》描述人们期待雨水，结果洪水来了，人们收藏在地下室的物品漂到了街上。当洪水退去后，它留在地下室的那条线却让人留念。格拉斯将描述幻觉引入了诗歌，体现了超现实主义、表现主义的影响。